# Емма Купер
Емма Купер (англ. Emma Lampert Cooper; 24 лютого 1855, штат Нью-Йорк, США — 30 липня 1920, штат Нью-Йорк, США) — американська художниця і педагог, дружина художника Коліна Купера.

## Біографія
Емма Купер народилася 24 лютого 1855року у штат Нью-Йорк. У сім'ї була ще три сестри (старша Мері і дві молодші — Кері і Аделла), та молодший брат Генрі. Батько походив з німецької родини, що займалася шкіряною справою. Згодом жили в Рочестері, штат Нью-Йорк, де батько займався продажем шкір. У червні 1863 року він записався для участі в Громадянській війні. Емма Закінчила коледж Wells College в містечку Аврора, штат Нью-Йорк в 1875 році, ставши згодом одним із засновників Східно-американської асоціації випускників цього коледжу.
У 1897 році, працюючи і живучи в Дордрехті, Нідерланди, Емма зустріла художника Коліна Купера, за якого вийшла заміж 9 червня 1897 року в Рочестері. З 1898 по 1902 роки вони знаходилися за кордоном. Впродовж року жили в колонії художників в голландському містечку Ларен. Потім повернулися і жили в Нью-Йорку, продовжуючи багато подорожувати по світу, побувавши навіть в Індії в 1913 році. Емма з чоловіком були серед пасажирів першого класу пасажирського лайнера «Карпатія» що виходив з Нью-Йорка в Гібралтар в квітні 1912 року, коли його команда разом з пасажирами брала участь в порятунку пасажирів «Титаніка», що вижили. Колін Купер згодом зробив декілька картин на цю тему.

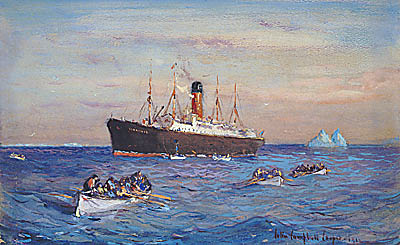
Colin Campbell Cooper, Rescue of the Survivors of the Titanic by the Carpathia, 1912, Midwest Museum of Art

Померла Емма Купер від туберкульозу 30 липня 1920 року в містечку Піттсфорд, штат Нью-Йорк, у будинку своєї сестри місіс Джон Стил і була похована на кладовищі Рочестера.

## Творчість

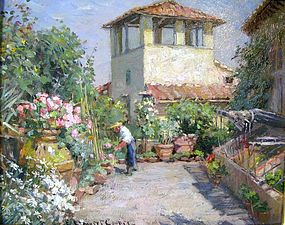
Emma Lampert Cooper, Villa Terrace, oil painting, made before 1910, Arcetri, Florence, Italy

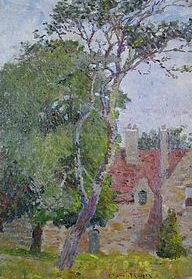
Emma Lampert Cooper, Stone House

Теми її картин — це передусім ландшафти від її подорожей. Коли в 1877 році в Рочестері організувався Арт-клуб, Емма Купер стала його першим віце-президентом, співпрацюючи з клубом до 1895 року. З 1870 по 1886 рр. Емма мала власну студію в історичній будівлі Powers Building[en] у Рочестері. Потім продовжила свою освіту в нью-йоркській Лізі студентів-художників у Вільяма Чейза і в інституті Cooper Union. В середині 1880-х років впродовж півтора років вчилася в Парижі в Академії Делеклюс і в 1891 році в Нідерландах у Якоба Саймона Хендрика Кевера. З 1891 по 1893 рр. Купер викладала живопис і була художнім директором в Foster School міста Clifton Springs, штат Нью-Йорк. З 1893 по 1897 роки викладала в Рочестерському Технологічному інституті.

## Виставки. Досягнення
Емма Купер була учасницею багатьох виставок. Отримала нагороду на Всесвітній виставці в Чикаго у 1893 році на художній виставці в Атланті в 1895 році. Була нагороджена золотою медаллю Американської Художньої Світської виставки у  Філадельфії в 1902 році. Виставлялася на Всесвітній виставці в Сент-Луісі, завоювавши бронзову медаль. Її твори експонувалися на Всесвітній виставці в Парижі у 1900 році. Багато виставлялася разом з чоловіком у США. Також була членом багатьох художніх співтовариств, включаючи Пенсильванську академію витончених мистецтв і Нью-Йоркський акварельний клуб; Міжнародний жіночий клуб в Лондоні і Жіночу арт-асоціацію в Канаді; Жіночі арт-клуби в Рочестері і Чикаго.